# Spoorlijn 89
Spoorlijn 89 is een Belgische spoorlijn die Denderleeuw met Kortrijk verbindt. De spoorlijn is 61,2 km lang.

## Geschiedenis
Op 12 april 1868 werd tussen Kortrijk en Oudenaarde een dubbelsporige spoorlijn geopend gebouwd door de Société belge de chemins de fer voor de Société des chemins de fer de l'Ouest de la Belgique. In de daaropvolgende maanden werd de spoorlijn verlengd tot Denderleeuw en geopend op 14 december 1868. De maatschappij, een onderdeel van de Société Générale d'Exploitation, werd in 1870-1871 genationaliseerd.
Op 22 mei 1982 werd het baanvak Zottegem - Denderleeuw geëlektrificeerd met een bovenleidingsspanning van 3 kV. Op 5 januari 1986 werd ook de rest van de spoorlijn, tussen Zottegem en Kortrijk geëlektrificeerd op 3 kV.
Het gedeelte tussen Burst en Zottegem is gemeenschappelijk met spoorlijn 82, die nu beperkt is tussen Aalst en Burst.
Sinds 2015 maakt het traject Zottegem-Denderleeuw deel uit van het Brussels Gewestelijk ExpresNet, met de S3-verbinding Zottegem-Brussel.
De maximumsnelheid bedraagt 120 km/u.

## Treindiensten
De NMBS verzorgt het personenvervoer met IC en piekuurtreinen.
Vanaf 13 december 2021:
| Serie/treinsoort | Route                                                                | Bijzonderheden                                                     |
| ---------------- | -------------------------------------------------------------------- | ------------------------------------------------------------------ |
| IC 13            | Kortrijk - Zottegem - Brussel-Zuid - Schaarbeek                      | Rijdt niet in het weekend. Tijdens de spits van/naar Brussel-Zuid. |
| IC 23            | Oostende - Kortrijk - Zottegem - Brussel - Brussels Airport-Zaventem | Stopt in het weekend bijkomend in Munkzwalm                        |
| L 36             | Zottegem - Oudenaarde - Kortrijk                                     | Rijdt niet in het weekend                                          |
| P                | Zottegem - Oudenaarde - Kortrijk                                     | Tijdens de (school)spits                                           |

### Gewestelijk Expresnet
Het traject Zottegem - Denderleeuw en alle stations op dit traject behoren tot het Gewestelijk Expresnet van Brussel.
| Serie/treinsoort | Verbinding                                                                  | Bijzonderheden                                                      |
| ---------------- | --------------------------------------------------------------------------- | ------------------------------------------------------------------- |
| S 3              | (Oudenaarde -) Zottegem - Brussel - Dendermonde                             | Rijdt niet in het weekend Eerste en laatste rit van/naar Oudenaarde |
| S 3              | Zottegem - Brussel - Schaarbeek                                             | Rijdt enkel in het weekend en tijdens de spits                      |
| S 8              | Zottegem - Brussel-Zuid - Brussel-Luxembourg - Ottignies - Louvain-La-Neuve | Rijdt niet in het weekend                                           |

## Aansluitingen
In de volgende plaatsen is of was er een aansluiting op de volgende spoorlijnen:
Denderleeuw
Spoorlijn 50 tussen Brussel-Noord en Gent-Sint-Pieters
Spoorlijn 50C tussen Brussel-Zuid en Denderleeuw
Spoorlijn 50A/3 tussen Denderleeuw en Y Welle
Spoorlijn 90 tussen Denderleeuw en Saint-Ghislain
Burst
Spoorlijn 82 tussen Aalst en Ronse
Zottegem
Spoorlijn 82 tussen Aalst en Ronse
Spoorlijn 122 tussen Y Melle en Geraardsbergen
Y Slijpstraat
Spoorlijn 82 tussen Aalst en Ronse
Oudenaarde
Spoorlijn 86 tussen De Pinte en Basècles-Groeven
Anzegem
Spoorlijn 66A tussen Ingelmunster en Anzegem
Y Zandberg
Spoorlijn 75 tussen Gent-Sint-Pieters en Moeskroen